# Anton Paal
Anton Reinier Paal (23 maart 1949) is een Surinaams voormalig vakbondsleider en politicus. Voor de Progressieve Arbeiders en Landbouwers Unie (PALU) was hij elf jaar lid van De Nationale Assemblee.

## Biografie
Eind jaren zeventig was Paal voorzitter van Sticosa, de werknemersbond van het verwerkingsbedrijf van kokosolie in Coronie, STICOS. De PALU-afdeling van Coronie, waar hij toen ook voorzitter van was, maakte zich op dat moment hard voor een prijsverhoging van kokosolie.
PALU was tijdens het militaire bewind in de jaren tachtig een belangrijke politieke machtsfactor in Suriname. In september 1983, na de Sergeantencoup (1980) en de Decembermoorden (1982), werd Paal in Rotterdam als de belangrijkste spreker van een pro-Bouterse-bijeenkomst aangekondigd.
Tijdens de verkiezingen van 2000 werd hij voor PALU gekozen tot lid van De Nationale Assemblée, en opnieuw in 2010 en 2015. Bij elkaar had hij elf jaar zitting in de volksvertegenwoordiging. Hij nam in 2016 op 67-jarige leeftijd afscheid en werd opgevolgd door Cleon Gonsalves.
In 2010 werd hij verrassend naar voren geschoven als kandidaat parlementsvicevoorzitter. Deze rol ging aan hem voorbij toen Ruth Wijdenbosch nipt van hem won. Wel werd hij toen fractieleider van de Megacombinatie; PALU maakte toen deel uit van deze partijalliantie.
In 2012 was hij een van de indieners van de wijziging van de Amnestiewet om te voorkomen dat de daders van Decembermoorden van 1982 daarvoor veroordeeld zouden kunnen worden.